# Allen Lowrie
Allen Lowrie (* 10. Oktober 1948; † 30. August 2021) war ein westaustralischer Botaniker. Sein offizielles botanisches Autorenkürzel lautet „Lowrie“.

## Leben und Wirken
Lowrie kam Ende der 1960er Jahre in Kontakt mit der karnivoren Flora der Region und begann sich Anfang der 1970er Jahre als Amateur damit zu beschäftigen. Er lebte zeitweise noch von Tätigkeiten im Goldabbau sowie als Erfinder elektronischer Geräte zur Swimming Pool-Pflege, mit zunehmender Dauer der Beschäftigung mit den Pflanzen wurde das botanische Hobby jedoch zum Beruf.
Zahlreiche neue Arten vor allem der Gattungen Drosera, Byblis und Utricularia wurden von ihm entdeckt und – oft in Zusammenarbeit mit Neville Marchant oder John Godfrey Conran – erstbeschrieben. Ein weiterer Schwerpunkt seiner Arbeit lag auf der Gattung Stylidium. Lowrie legte von 1986 bis 1998 das dreibändige Standardwerk Carnivorous Plants Of Australia vor. Er lebte in Duncraig, einem Vorort von Perth, war verheiratet und hatte zwei Töchter.
Lowrie hat früh begonnen, die von ihm beschriebenen Pflanzen international auch an Sammler zu verkaufen. Da zahlreiche der von ihm vertriebenen Pflanzen begrenzte Vorkommen haben und extrem selten sind und er teilweise nicht nur Samen, sondern auch lebende Pflanzen verkaufte, wurde ihm vorgeworfen, zum Aussterben dieser Arten durch übermäßige Absammlung beizutragen.

## Werke
- Carnivorous Plants of Australia. Band 1, University of Western Australia Press, 1988. ISBN 085564253X
- Carnivorous Plants of Australia. Band 2, University of Western Australia Press, 1989. ISBN 0855642998
- Carnivorous Plants of Australia. Band 3, University of Western Australia Press, 1999. ISBN 1875560599